# Хшановиці (Радомщанський повіт)
Хшановиці (пол. Chrzanowice) — село в Польщі, у гміні Ґомуниці Радомщанського повіту Лодзинського воєводства.
Населення — 876 осіб (2011).
У 1975-1998 роках село належало до Пйотрковського воєводства.

## Демографія
Демографічна структура станом на 31 березня 2011 року:
|          | Загалом | Допрацездатний вік | Працездатний вік | Постпрацездатний вік |
| -------- | ------- | ------------------ | ---------------- | -------------------- |
| Чоловіки | 440     | 114                | 279              | 47                   |
| Жінки    | 436     | 95                 | 236              | 105                  |
| Разом    | 876     | 209                | 515              | 152                  |